# Stephen Campbell Moore
Stephen Campbell Moore, né Stephen Thorpe le 30 novembre 1979 à Londres (Royaume-Uni), est un acteur anglais surtout connu pour son rôle dans la pièce puis le film de Nicholas Hytner, History Boys.

## Biographie
Il est élevé dans le Hertfordshire. Son père est ingénieur en télécommunication et sa mère est diététicienne dans un hôpital. Il a un frère aîné ingénieur.
Il prend le nom de son grand-père maternel lorsqu'il apprend qu'un autre acteur porte le même nom de naissance que lui.

### Vie privée
À neuf ans, il a un accident dans une piscine qui va lui valoir un décollement de la rétine et un aveuglement provisoire. Il retrouve la vue après plusieurs opérations chirurgicales.
Il se marie en 2014 avec Claire Foy, avec qui il a joué dans Le Dernier des Templiers. En 2015, ils ont une fille prénommée Ivy Rose. En février 2018, les médias révèlent que le couple a entamé une procédure de divorce.
Depuis 2018, il est en couple avec Sophie Cookson et ils ont accueilli leur premier enfant en 2020.

## Carrière
Il a étudié à Berkhamsted School dans le Hertfordshire puis à Guildhall School of Music and Drama où on lui a attribué la prestigieuse "Médaille d'or" lors de sa dernière année.
Il fait ses débuts à l'écran dans le film Bright Young Things de Stephen Fry.
Sur scène, il se produit avec la Royal Shakespeare Company et le Royal National Theatre.
De 2004 à 2006, il joue le rôle du professeur Tom Irwin dans la pièce de théâtre The History Boys de Nicholas Hytner (scénario d'Alan Bennett) aux côtés de Richard Griffiths, Frances de la Tour ou encore Dominic Cooper. La pièce est mondialement connue pour avoir été jouée à Hong Kong (Chine), Sydney (Australie), Wellington (Nouvelle-Zélande) et Broadway. Après ce succès, la pièce est adaptée au cinéma avec le casting original et le même titre History Boys.
Il donne la réplique à Scarlett Johansson en 2004 dans La Séductrice adaptation de la pièce L'Éventail de Lady Windermere d'Oscar Wilde.
En 2011, Stephen Campbell Moore a joué dans The Children en 2008 et il apparaît aux côtés de Nicolas Cage dans Le Dernier des Templiers.

## Filmographie
- 2003 : Bright Young Things de Stephen Fry : Adam Fenwick-Symes
- 2003 : Byron de Julian Farino : John Cam Hobhouse (Téléfilm)
- 2004 : He Knew He Was Right de Tom Vaughan : Hugh Stanbury (mini-série)
- 2004 : La Séductrice (A Good Woman) de Mike Barker : Lord Darlington
- 2005 : Wallis & Edward de David Moore : Edward VIII (Téléfilm)
- 2006 : Les Arnaqueurs VIP de Tony Jordan : Quenton Cornfoot [Saison 3, épisode 3] (série télévisée)
- 2006 : Normal for Norfolk de Gareth Lewis : Ray (Court-métrage)
- 2006 : Amazing Grace de Michael Apted : James Stephen
- 2006 : History Boys de Nicholas Hytner : Tom Irwin
- 2007 : Rough Crossings de Steve Condie : John Clarkson (Documentaire)
- 2008 : Braquage à l'anglaise de Roger Donaldson : Kevin Swain
- 2008 : Lark Rise to Candleford de Bill Gallagher : James Delafield [Saison 1, épisode 8] (série télévisée)
- 2008 : Ashes to Ashes de Matthew Graham, Tony Jordan et Ashley Pharoah : Evan White [Saison 1]
- 2008 : Official Selection de Brian Crano : Walt (Court-métrage)
- 2008 : The Children de Tom Shankland : Jonah
- 2009 : A Short Stay in Switzerland de Simon Curtis : Edward (Téléfilm)
- 2009 : Sea Wolf (en) de Mike Barker : Humphrey Van Weyden (mini-série)
- 2010 : Burlesque Fairytails de Susan Luciani : Peter Blythe-Smith
- 2010 : Ben Hur de Steve Shill : Messala (mini-série)
- 2010 : Pulse de James Hawes : Nick Gates
- 2010 : Thorne: Sleepyhead de Stephen Hopkins : Docteur Jeremy Bishop
- 2011 : Le Dernier des Templiers de Dominic Sena : Debelzaq
- 2011 : Johnny English, le retour d'Oliver Parker : le Premier Ministre
- 2011 : Just Henry de David Moore : Joseph Dodge (Téléfilm)
- 2012 : Titanic de Jon Jones : Thomas Andrews (mini-série)
- 2012 : Hunted de Frank Spotnitz : Stephen Turner (série télévisée)
- 2013 : The Wrong Mans de Jim Field Smith : Smoke (série télévisée)
- 2015 : London House (The Ones Below) de David Farr : Justin
- 2017 : Goodbye Christopher Robin de Simon Curtis : Ernest Howard Shepard
- 2019 - 2021 : La Guerre des Mondes (série télévisée) : Jonathon Gresham
- 2019 : Downton Abbey de Michael Engler : le capitaine Chetwode
- 2024 : The Union de Julian Farino

### Théâtre
- 1999 : The Changeling de Guy Retallack au Salisbury Playhouse à Salisbury, Wiltshire : De Flores
- 2000 : Coriolanus de Jonathan Kent au Gainsborough Film Studios, Shoreditch à Londres : Le 1er Volsque
- 2000 : Richard II de Jonathan Kent au Gainsborough Film Studios, Shoreditch à Londres : Harry Percy
- 2001 : A Midsummer Night's Dream de Francis Matthews à l'Albery Theatre à Londres : Demetrius
- 2001 : Death of a Salesman  de Neil Sissons au Grand Theatre à Swansea (Royaume-Uni) : Happy
- 2002 : Antony and Cleopatra de Michael Attenborough au Theatre Royal Haymarket à Londres : Octavius Caesar
- 2002 : Much Ado About Nothing de Gregory Doran au Theatre Royal Haymarket à Londres : Don John
- 2004 à 2006 : The History Boys de Nicholas Hytner : Tom Irwin
  - Lyttelton Theatre, Royal National Theatre, South Bank à Londres (Royaume-Uni) de 2004 à 2005.
  - Lyric Theatre, The Hong Kong Academy for Performing Arts à Hong Kong (Chine) en 2006.
  - St. James Theatre à Wellington (Nouvelle-Zélande) en 2006.
  - Sydney Theatre à Sydney (Australie) en 2006.
  - Broadhurst Theatre, Broadway à Manhattan (New York) en 2006.
- 2010 : All My Sons de Howard Davies à l'Apollo Theatre, West End à Londres : Chris Keller
- 2011 : Clybourne Park de Dominic Cooke au Wyndham's Theatre, West End à Londres : Karl/Steve

### Projets divers
Stephen apparaît dans plusieurs vidéos amateurs ou projets artistiques :
- 2001 : Between de Ra di Martino[3].
- 2008 : The Dancing Kid de Ra di Martino[4].
- 2009 : Five Card Stud de Robin King[5] : Pete

## Récompenses
Il a été nommé au Drama Desk Award en 2006 pour sa performance dans la pièce The History Boys à Broadway[réf. nécessaire].